# 安納いも

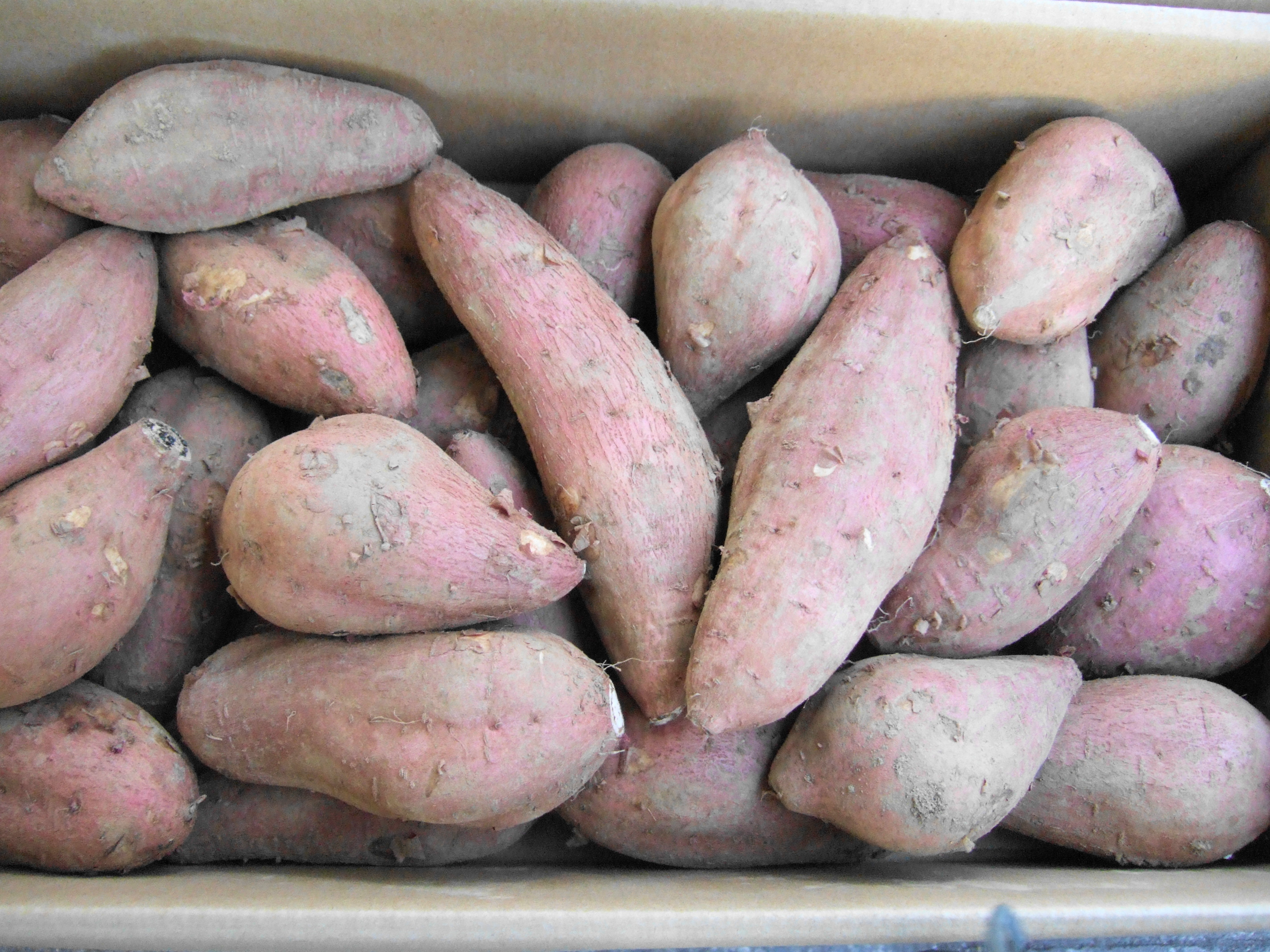
安納いも

安納いも（あんのういも）は、サツマイモのブランドのひとつ。鹿児島県の種子島で系統選抜・育成されたサツマイモで、安納紅と安納こがねの2品種がある（#品種参照）。なお、「安納」は種子島北部にある西之表市安納地区の地名である。甘みが強く、焼くとねっとりした食感になり、別名「蜜イモ」ともよばれている。干し芋、焼き芋、スイートポテトなどに使われている。

## 概要

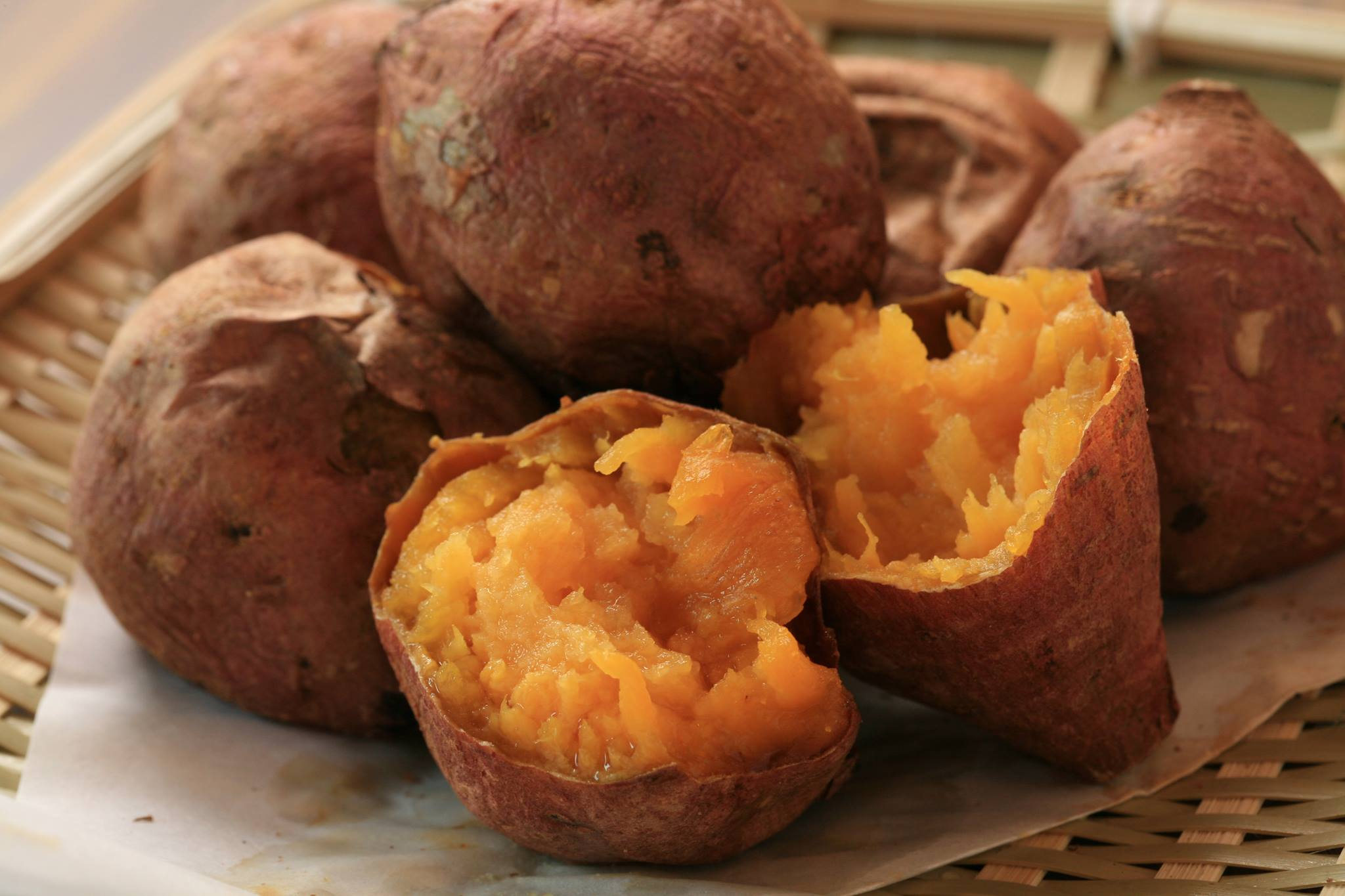
種子島産安納芋（安納紅）

種子島北部の安納地区にある農業試験場が古くからあった品種を改良して生まれたサツマイモで、1998年（平成10年）に皮が紅色の「安納紅」と、皮が淡黄色の「安納こがね」として品種登録された。当初は安納地区で栽培されたサツマイモに限定された品種であったが、のちに他の地域でも栽培されるようになった。2022年に「種子島安納いも」として地理的表示保護制度（GI）対象品目に登録されている。
蒸煮後のショ糖含有量が高系14号などに比べて2倍以上高く、甘味がとても強いのが特徴で、水分があり、焼くとねっとりした食感になる。掘りたてよりも、1か月ほど置いて追熟させることにより、より一層甘味が増す。焼き芋にすると「蜜イモ」と呼ばれるほど甘さを味わえ、サツマイモの中でも人気が高い。天ぷらやスイートポテト、干し芋、デザートの材料など、様々な料理に使われる。

## 歴史

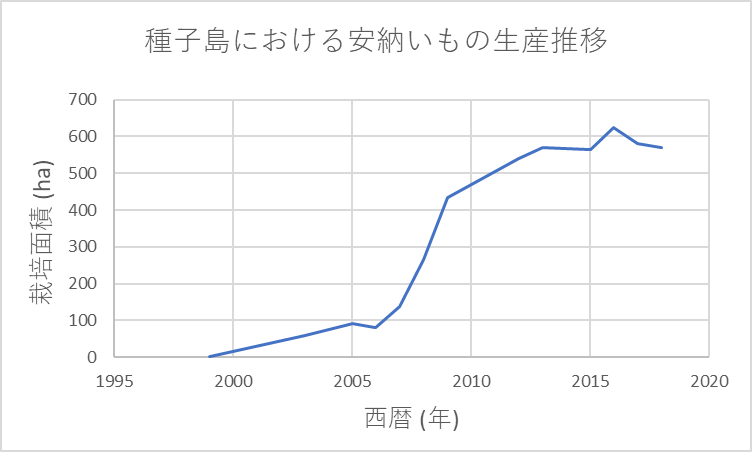
種子島における安納いもの生産推移

安納芋のルーツには諸説あり、種子島では「スマトラ島北部のセルダンから第二次世界大戦後に復員兵が持ち帰ったサツマイモがルーツ」とされている。なお、近年のDNA品種識別などの評価により、1930年代に沖縄県で交配されて石川県の試験地で選抜された「兼六」が安納紅およびその前世代の安納3号と非常に近縁であり、安納紅は「兼六」の品種内変異と考えられることがわかった。「兼六」は21世紀でも茨城県や三重県などで栽培されるなど日本各地で栽培されたことがあり、良食味の品種として種子島に持ち込まれた兼六が安納いものベースとなった可能性が指摘されている。
第二次世界大戦後に西之表市にある九州農業試験場で試作されたこのサツマイモは食味が良いため周辺の安納地区で栽培され、これが「安納いも」と呼ばれるようになった。「セルダン」や栽培者にちなんだ「あっきーいも」という別名もついて他地区でも栽培されてきたが、同一圃場内でも個体差が非常に大きく、島内のみで流通していた。
その後、1980年代の種子島ではサツマイモは普通畑の30%で栽培され、サトウキビとの輪作作物でもある重要な基幹作物となっていた。当時の島内産のサツマイモの用途は90%以上がデンプン生産用であり、鹿児島県全体の66%に比べてかなり高い比率となっていた。しかし、1986年からのGATTウルグアイ・ラウンドの交渉により1990年には国内におけるデンプンの主用途であるブドウ糖や異性化糖の、さらに1993年にはデンプン自体の輸入自由化が決定したため、デンプン用サツマイモは他用途や他品目への転換が求められるようになった。
種子島ではサツマイモの代替となる他の作物は考えにくく、青果用への転換を志向する中で自家食用の紅系「安納いも」と紫系「種子島紫」が良味であることから注目され、鹿児島県農業試験場が熊毛地区と協力して1989年から個体選抜および系統選抜を開始した。両品種は島外への輸送コストをまかなえるだけの優位性があると期待されたが、形状や個体間のバラツキ、収量性などに問題があり、市場向け商品として品質の改善が進められた。形状・大きさの安定性や収量性が優れたものを選抜・育成し、1998年10月には安納いもから安納紅と安納こがねが、1999年3月には種子島紫から種子島ろまんと種子島ゴールドがそれぞれ品種登録されている。
1990年にアリモドキゾウムシの侵入によって植物防疫法に基づき禁止されていたサツマイモの島外持ち出しも、1998年に島内根絶が確認されて規制が解除され、県内外への販促活動が進められた。2007年にテレビ放送などで取り上げられたことをきっかけに全国的な人気が高まり、需要が急増した。2006年にぞれぞれ81ヘクタール、1,246トンだった栽培面積と年間生産量は、2009年には434ヘクタール、7,294トンとなっている。
品種登録から15年後の2013年10月29日に育成者権が有効期限切れとなり、種子島以外の地域でも自由に栽培や販売を行えるようになった。これを前に種子島では「安納いもブランド推進本部」が設立され、品質管理などの取り組みが進められている。同ブランド推進本部などが2022年8月に申請を行い、同年9月30日に「種子島安納いも」として地理的表示保護制度（GI）対象品目に登録されている。

## 品種

### 安納紅
安納紅（あんのうべに）は、西之表市安城立山で自家食用として栽培されていた在来系統の「安納いも」に「安納紅3号」の系統名を付与し、1988年から鹿児島県農業試験場・熊毛支場で個体選抜を行った。1994年に選抜を終了して普及に向けた茎頂培養を始めるとともに、1995年に品種登録を申請して1998年に「安納紅」として登録されている。収量特性は、株あたりの上いも個数が6.9個、上いも1個重は172グラムとなっている。

### 安納こがね
安納こがね（あんのうこがね）は、西之表市西之表の圃場で1989年に収集された。在来の「安納いも」にいつの間にか混入し、1990年に熊毛支場で皮が黄褐色の個体が現れ、安納いもの変異個体と確認されている。「種子島紅4号」という系統名を付与され、安納紅と同じく1994年に選抜を終了して普及に向けた茎頂培養を始め、1995年に品種登録を申請して1998年に「安納こがね」として登録された。収量特性は、株あたりの上いも個数が6.7個、上いも1個重は191グラムとなっている。

## 栽培
安納いもの種イモは、ゴツゴツした形が特徴で、皮も中身も色が濃いのが特徴である。その種イモの両端を切り落として、温床の土に20センチメートル (cm) ほどの間隔で、イモが少し見えるくらいに土をかけて、籾殻燻炭、藁、ビニールをさらに掛けて保温し発芽させる。新芽が赤く色づくのが安納いもの特徴で、葉が6 - 7枚くらい出た苗を下から2節のところで茎を切り取る。切った苗はコンテナの中にまとめて立てかけておき、2日間は水やりしないで日陰に置いておく。3日目から、2 - 3日おきに水やりをして発根を促し、根が出てきたら植え付けの適期である。畑は高畝を立てておき、土壌の窒素分が過剰でイモができない「つるボケ」にならないように、米ぬかや藁を入れておくとよい。畝の中央に株間30 cmほどあけて、苗を深さ6 - 7 cmになるように斜め差しにして定植する。夏のあいだはつるが周囲に伸びて、まわりの土に根づいてくるので、余計なイモがつかないようにつるを持って引き剥がえして裏返す「つる返し」を行う。秋にはイモができるので、晴れた日を選んで午前中にイモを掘り上げて畑に並べ、午後までイモを乾燥させてから保存する。

## 生産

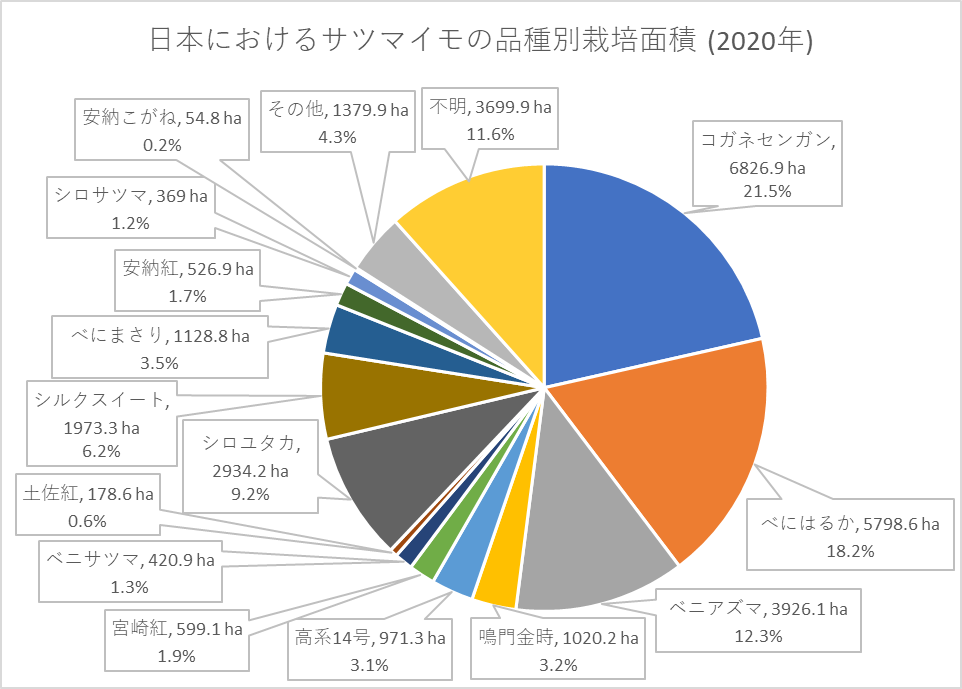
日本におけるサツマイモの品種別栽培面積

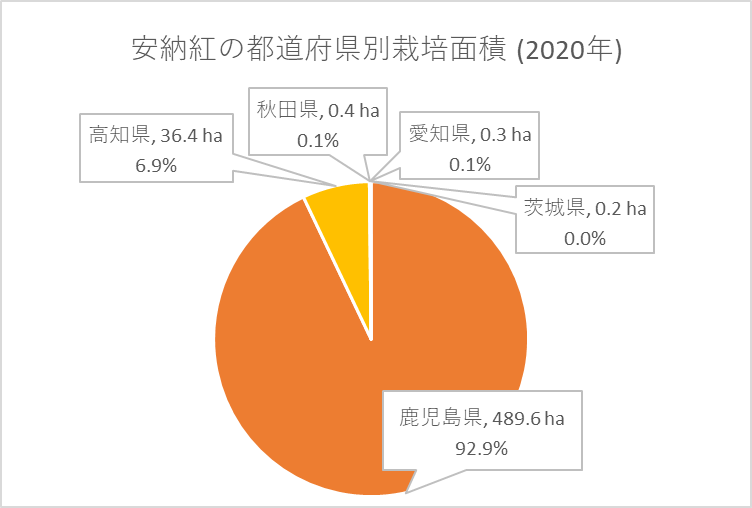
安納紅の都道府県別栽培面積(2020年)

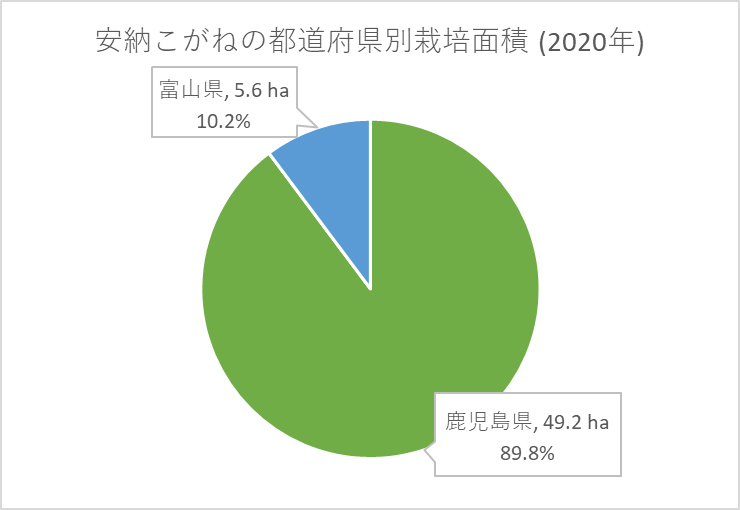
安納こがねの都道府県別栽培面積(2020年)

2020年には安納紅と安納こがねが合計582ヘクタールの畑で栽培されており、これは日本全体のサツマイモ栽培地の中で1.9%に相当する。安納紅は鹿児島県の他、高知県や秋田県、愛知県、茨城県で、安納こがねは鹿児島県と富山県で栽培されており、2020年の栽培面積はそれぞれ526.9ヘクタール、54.8ヘクタールとなっている。農水省の記録で最も古い2016年の安納紅・安納こがねの栽培面積は全国で700ヘクタール（日本全体の1.9%）であり、シェアはほぼ変わらないものの面積は漸減している。
種子島では4 - 6月に定植し、8 - 11月に収穫を行う。収穫はマルチ栽培の場合は定植から120日後、露地栽培の場合は140日後が目安とされる。2018年国内で初めて確認された基腐病は、2020年に種子島では全作付面積の5割以上で確認され、生産量に大きく影響を及ぼしている。

## 地理的表示・種子島安納いも
種子島では1999年に「種子島いも研究会」が設立され、栽培技術などについての研修会を開催している。また、2010年7月29日には種子島の3市町である西之表市、中種子町、南種子町および鹿児島県、JA種子屋久により「安納いもブランド推進本部」が設立され、ブランドや栽培技術、品質の管理が行われている。同ブランド推進本部は2008年に設立された「安納いも出荷販売協議会」を母体としており、2013年には一般社団法人となっている。
種芋から増殖を繰り返すとウイルスや病気によって品質や生産力が低下する恐れがあるため、JA種子屋久や、鹿児島県立種子島高校および地元市町の育苗施設などで増殖されたウイルスフリー苗が用いられている。前者はJA部会員、後者はそれ以外の生産者へ種苗が供給されている。また、毎年行われる「安納いも品評会」で入賞した芋をもとに優良系統の選抜が重ねられている。なお、種子島の耕地はミネラル分が豊富な一方で有機質が少なく栄養が十分ではないため、安納いもの生産にあたっては各生産者が石灰資材の投入や緑肥の鋤き込み、天地返しなどの深耕を行ってきた。
収穫された安納いもについては、温度13 - 15℃、相対湿度90 - 95%の低温貯蔵庫で1か月ほど貯蔵することにより、Brixを上昇させる。これは水分減少などによるもので、収穫直後9%程度であるBrix値が消費者に好まれる10.7%以上になった安納いもについて、安納いもブランド推進本部から糖度審査認証シールが与えられている。これらの地域的な取り組みが評価され、2022年に「種子島安納いも」として農林水産省から、下記の条件を満たしたものを対象として地理的表示保護制度（GI）対象品目に登録されている
- 品種：安納いもブランド推進本部が推薦するもの
- 栽培：マルチ作型、裸地作型、本圃型育苗作型のいずれかにより栽培し、年内に収穫したもの
- 貯蔵：常温ないし冷蔵により、同推進本部が推奨する日数貯蔵したもの
- 出荷規格：同推進本部の「安納いも品質統一基準」の「外観に関する基準」に基づき、青果用または加工用とする
- 最終製品としての形態：青果とする